# 三間厝 (嘉義縣)
三間厝，是臺灣嘉義縣新港鄉的一個傳統地域名稱，位於該鄉東南端。相較於今日行政區，其範圍大致為三間村不含北部邊界地帶東大半側及西部南側凸出部分，以及民雄鄉山中村東北半葉的西北端。

## 歷史
台灣日治初期，三間厝地區為一街庄（舊制街庄），稱為「三間厝庄」，隸屬於牛稠溪堡。該庄北與竹仔腳庄、田中央庄為鄰，東邊及南邊東大半段與牛斗山庄為鄰，南邊西段隔牛稠溪與水虞厝庄為界，西邊為中洋仔庄。
1901年（日治明治三十四年）11月11日，全台設置二十廳，該庄隸屬於嘉義廳。1904年（明治三十七年）2月15日，該庄編入「月眉潭區」，隸屬於嘉義廳。1909年（明治四十二年）10月25日，全台整併二十廳為十二廳，該庄仍隸屬於嘉義廳。1910年（明治四十三年）1月18日，各區管轄區域調整，該庄仍隸屬於嘉義廳的「月眉潭區」。
1920年（大正九年）10月1日，全台廢十二廳改設五州二廳，該庄改制為「三間厝」大字，隸屬於臺南州嘉義郡新巷庄（新制街庄）。
戰後新巷庄改制為新港鄉，隸屬於臺南縣，大字亦改制為村。1950年（民國39年）10月25日，雲、嘉、南分治，新港鄉改隸屬於嘉義縣。

## 聚落
本地區發展較早的聚落有三間厝、羅厝、港尾等，在日治期初期的官方地圖上已有記載。

## 交通
縣道166號是東石至瑞里的道路，經過本地區三間厝、羅厝、港尾等聚落。由該道路（大方向）西行可前往六腳鄉、東石鄉，並止於縣道168號轉角路口；東行可前往民雄鄉、竹崎鄉、梅山鄉的瑞里，並止於縣道162甲線路口。

## 產業
- 台塑關係企業新港廠區（部分）